# Associazione Sportiva Reggina 1945-1946
Questa pagina raccoglie i dati riguardanti lAssociazione Sportiva Reggina nelle competizioni ufficiali della stagione 1945-1946.

## Stagione
La squadra, allenata da Luigi Lessi, viene ammessa nella Serie C 1945-1946 organizzata dalla Lega Nazionale Centro-Sud. La Reggina chiude al settimo posto in classifica.
Miglior marcatore in campionato fu Erminio Bercarich con 7 reti. A seguire Caridi con 5, De Santis con 4, Porcino e Collica con 3, Vigilante III, Lessi, Mangano, Gentilomo e Gaetano con 1 rete.

## Rosa
| N. |                   | Ruolo | Calciatore    |
| -- | ----------------- | ----- | ------------- |
|    | Italia (bandiera) | P     | Modafferi     |
|    | Italia (bandiera) | P     | Cotroneo      |
|    | Italia (bandiera) | D     | Perna         |
|    | Italia (bandiera) |       | Arrigo        |
|    | Italia (bandiera) |       | Cara II       |
|    | Italia (bandiera) |       | De Girolamo   |
|    | Italia (bandiera) |       | Bertolino     |
|    | Italia (bandiera) |       | Collica       |
|    | Italia (bandiera) |       | Porcino       |
|    | Italia (bandiera) |       | Vigilante III |
|    | Italia (bandiera) |       | Caridi        |

| N. |                   | Ruolo | Calciatore        |
| -- | ----------------- | ----- | ----------------- |
|    | Italia (bandiera) |       | Gaetano           |
|    | Italia (bandiera) |       | Fotia             |
|    | Italia (bandiera) |       | Gentilomo         |
|    | Italia (bandiera) |       | Neri              |
|    | Italia (bandiera) |       | Fortugno          |
|    | Italia (bandiera) |       | Versace           |
|    | Italia (bandiera) |       | Mangano           |
|    | Italia (bandiera) |       | Vigilante II      |
|    | Italia (bandiera) | C     | Luigi Lessi       |
|    | Italia (bandiera) | A     | Erminio Bercarich |
|    | Italia (bandiera) |       | Italo Raktell     |